# Silvano Valčić
Silvano Valčić (* 4. Dezember 1988 in Pula) ist ein kroatischer Radrennfahrer.
Silvano Valčić belegte 2007 bei der kroatischen Meisterschaft den dritten Platz im Straßenrennen der U23-Klasse hinter dem Sieger Kristijan Đurasek. 2009 wurde er in Zagreb nationaler Meister im Cyclocross der U23-Klasse. 2010 und 2011 fuhr Silvano Valčić auf der Straße für das kroatische Continental Team Loborika. Bei der Cyclocrossmeisterschaft 2010 in Pula belegte er den dritten Platz hinter dem Sieger Pavao Roset.

## Erfolge
2009
- Kroatischer Meister – Cyclocross (U23)

## Teams
- 2010 Loborika
- 2011 Loborika Favorit Team